# Teatro Lyrico Fluminense

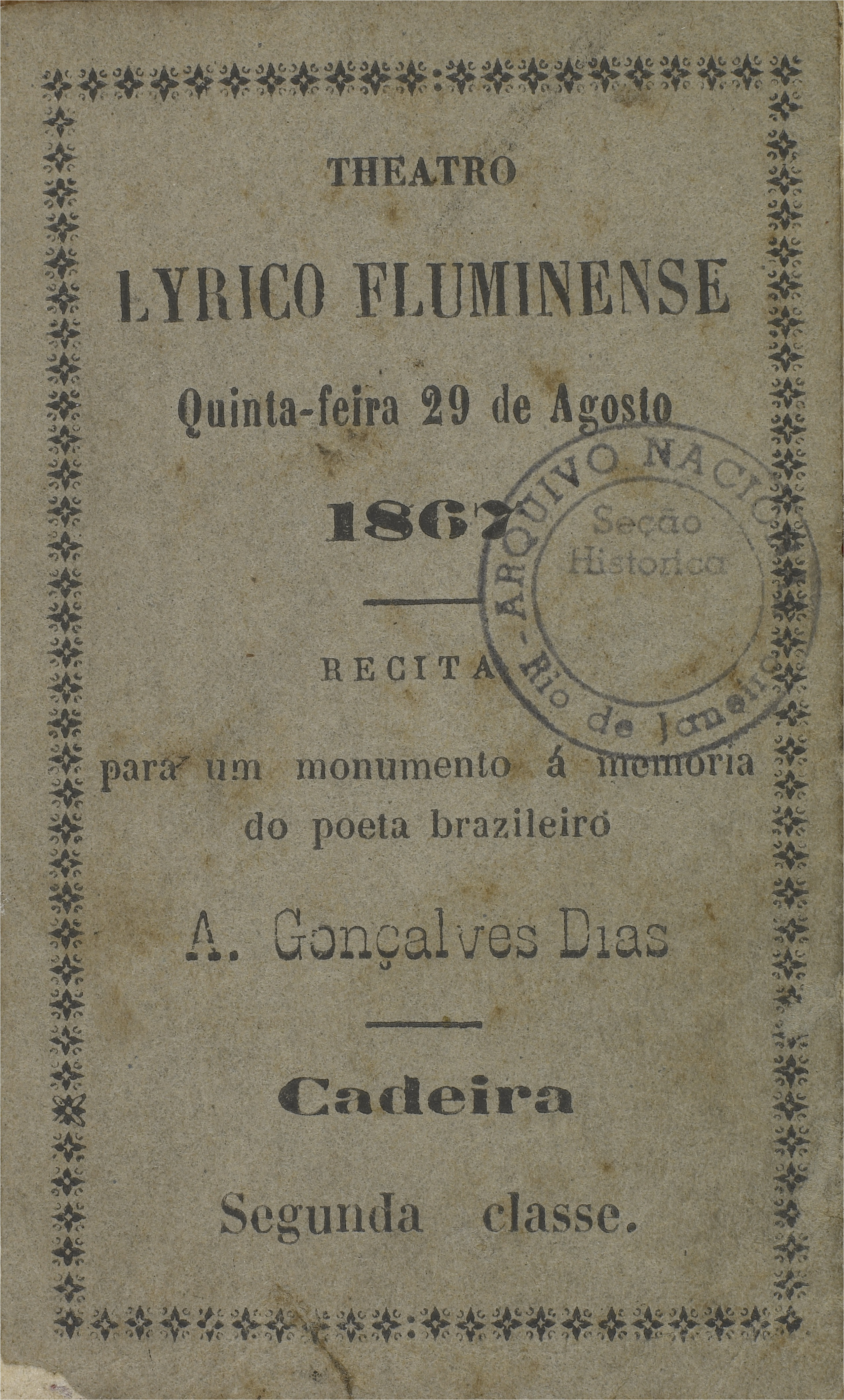
Entrada para o Teatro Lyrico Fluminense, século XIX. Sob a guarda do Arquivo Nacional.

O Theatro Lyrico Fluminense foi um teatro para grandes espetáculos, inclusive óperas, que existiu na cidade do Rio de Janeiro entre 1852 e 1875.
O nome Theatro Lyrico Fluminense foi dado ao Teatro Provisório a partir de 19 de maio de 1854 por não mais se justificar o nome original. O Teatro Provisório com projeto e construção a cargo de Vicente Rodrigues, foi inaugurado em 25 de março de 1852.
O prédio foi demolido devido a obras no centro da cidade e pela inauguração do Teatro D. Pedro II em 30 de abril de 1875.